# Mike Alstott
(en) Statistiques sur pro-football-reference
Michael Joseph Alstott surnommé The A-Train, né le 21 décembre 1973 à Joliet (Illinois), est un joueur de football américain ayant évolué comme fullback.

## Biographie
Il étudia à l'Université Purdue, jouant au football américain dans les Purdue Boilermakers mais il pratiquait également le baseball. Il sera Meilleur joueur (MVP) de football américain des Purdue Boilermakers trois années consécutives (1993 à 1995). À cette période, il s'entraînait en poussant et tirant une jeep sur le parking de l'université.
Mike Alstott fut drafté en 1996 à la 35e place (deuxième tour) par les Buccaneers de Tampa Bay. Il resta fidèle à la franchise toute sa carrière où sa capacité à passer en force faisait des merveilles, notamment en association avec le halfback Warrick Dunn. Durant sa carrière à Tampa Bay, il était le plus gros marqueur de points — hormis le kicker — et de touchdowns de son équipe. Il remporta le Super Bowl XXXVII lors de la saison NFL 2002, marquant notamment le premier touchdown du match et de la jeune franchise en Super Bowl. En 2007, il passa la saison à l'infirmerie et en 2008, une nouvelle blessure au cou mis fin définitivement à sa carrière sportive.
Il fut sélectionné six fois au Pro Bowl (1997, 1998, 1999, 2000, 2001 et 2002) et quatre fois All-Pro (1996, 1997, 1998 et 1999).